# Туголесье (платформа)
Туголе́сье — остановочный пункт Казанского направления Московской железной дороги в городском округе Шатура Московской области. На платформе останавливаются около 17 пар электропоездов в сутки маршрутов Москва-Казанская — Черусти и Куровская — Черусти.
Имеет две боковые высокие платформы. Остановочный пункт не оборудован турникетами. Касса работает лишь утром до 17-30, расположена в павильоне на платформе «на Москву». Переход осуществляется по настилу на путях.
До начала 2000-х Туголесье являлось конечным пунктом для нескольких пар электропоездов по выходным. Из-за отсутствия путевого развития поезда оборачивались в Воймежном, тогда имевшем путевое развитие.
Платформа названа по Туголесскому бору, по которому проложена здесь линия.
Ближайший населённый пункт: посёлок Туголесский Бор. До 1973 года называлась 144 км (по расстоянию от Казанского вокзала).
В 65 метрах от станции проходит шоссе Кривандино — Черусти.